# 王瑚
王 瑚（おう こ、中国語: 王瑚; 拼音: Wáng Hú; ウェード式: Wang Hu）は、清末・中華民国の政治家。字は禹功。号は鉄珊。

## 事績

### 清末の活動
当初、保定蓮池書院で学ぶ。1888年（光緒14年）に戊子科挙人、1894年（光緒24年）に甲午科進士となり、翰林院庶吉士を授かった。その翌年以降、四川省各県で知県を歴任している。1907年（光緒33年）、日本へ農務視察に赴き、帰国後は保定で農務学堂を創設した。
まもなく岑春煊の招聘に応じ、四川営務処総弁に任ぜられる。さらに両広総督に任ぜられた岑に随従し、王瑚は広西省柳州知府、広東省欽廉兵備堂を歴任した。しかし王は兵事に疎く、革命派の蜂起を鎮圧できずにこれら両職から罷免されている。1909年（宣統元年）、河南省の新建陸軍第29混成協統に任ぜられた。まもなく東三省総督錫良に招聘され、東三省巡警局総弁、吉林東北路（伊蘭）兵備道を歴任している。

### 民国での活動
中華民国成立後の1913年（民国2年）、王瑚は直隷省雄県知県に任ぜられ、同年10月、湖南省民政長署理を務め、翌年5月、粛政庁粛正史となる。同年、湖南巡按使（民政長を改組）に任ぜられたが、実際には就任しなかった。1916年（民国5年）、総統府諮議官に任ぜられたが、張勲復辟の後に辞任している。1918年（民国7年）10月、陝甘禁煙専使に任ぜられた。
安直戦争後の同年8月に京兆尹（北京市長に相当）となったが、わずか1か月で江蘇省省長に移っている。1922年（民国11年）1月、呉佩孚らと連名で梁士詒内閣の総辞職を求める公電を打った。同年6月、王瑚は山東省省長に任命されたが、3か月で辞任した。この頃、馮玉祥の招請に応じ、『春秋左氏伝』や『易経』などの古典の講義を行っている。1924年（民国13年）、包寧鉄路督弁となり、1929年1月、黄河水利委員会副委員長となった。1932年春、私立輔仁大学国文系教授となる。1933年（民国22年）4月25日、北平市にて病没。享年69。

## 注
1. 1 2 3  徐主編（2007）、50頁。
2. 1 2 3  華夏経緯網。
3. ↑  以上、徐主編（2007）、50頁による。華夏経緯網によると、1920年（民国9年）、甘粛禁煙勘察員となったが、まもなく湖南省賑務督弁に転じた、としている。
4. ↑  劉ほか編（1995）、225頁による。徐主編（2007）、50頁は、実際には就任しなかった（「未就」）としている。